# Peter Jones (warenhuis)
Peter Jones is een groot warenhuis in centraal Londen. Het is eigendom van John Lewis Partnership en ligt aan Sloane Square in de wijk Chelsea.

## Geschiedenis
Het warenhuis is vernoemd naar Peter Rees Jones (1842–1905), de zoon van een hoedenmaker uit Carmarthenshire.
Na een stage bij een stoffenhandelaar in Cardigan verhuisde hij naar Londen en startte een kleine winkel aan Marylebone Lane. Daarna verhuisde hij naar centraal Londen en in 1877 verhuisde hij naar 4–6 Kings Road, de kant van de huidige warenhuis. De zaak floreerde, waardoor het al snel uitbreidde tot vrijwel het gehele bouwblok.
Na een periode van onrustige handel en het overlijden van Peter Jones werd de winkel overgenomen door John Lewis, van de gelijknamige winkel aan Oxford Street, die de winkel overdroeg aan zijn zoon John Spedan Lewis in 1914. Kort daarna werd het onderdeel van John Lewis Partnership.
Het huidige pand, dat het hele blok aan de westzijde van Sloane Street beslaat, werd gebouwd tussen 1932 en 1936 naar een ontwerp van William Crabtree van de firma Slater, Crabtree and Moberly. Het gebouw was het eerste gebouw in moderne stijl waarbij gebruik werd gemaakt van een glazen vliesgevel in Groot-Brittannië. Het pand is nu aangemerkt als monument in de categorie 'Grade II*'.
In 2004 werd een langdurige renovatie van de winkel door John McAslan and Partners afgerond.
Tony Wheeler werd in 2011 tot filiaalmanager van de winkel benoemd.